# MTR
Đường sắt giao thông đại chúng (tiếng Anh: Mass Transit Railway; tiếng Trung: 港鐵; Hán-Việt: Cảng Thiết; Yale Quảng Đông: Góngtit), thường được biết đến bởi tên viết tắt tiếng Anh MTR, là một mạng lưới giao thông công cộng lớn phục vụ Hồng Kông. Được điều hành bởi MTR Corporation Limited (MTRCL), nó bao gồm đường sắt hạng nặng, đường sắt nhẹ và dịch vụ xe buýt trung chuyển trên mạng lưới vận chuyển nhanh 11 tuyến phục vụ các khu vực đô thị hóa của đảo Hồng Kông, Cửu Long và Tân Giới. Hệ thống này hiện bao gồm 218,2 km (135,6 mi) đường sắt với 159 ga, bao gồm 93 ga tàu điện ngầm và 68 ga đường sắt nhẹ. MTR là một trong những hệ thống tàu điện ngầm có lợi nhuận cao nhất trên thế giới; nó có tỷ lệ thu hồi farebox là 187% trong năm 2015, cao nhất thế giới. MTR được CNN xếp hạng hệ thống tàu điện ngầm số một trên thế giới vào năm 2017.

## Tuyến
| Tên và màu                  | Tên và màu                  | Đã mở                                          | Next extension              | Termini                     | Termini                     | Khoảng cách (km)            | Ga                          | Running time (mins)         | Depot                       | Gauge                       | Electrification             | Control centre              |
| Dịch vụ đường sắt hạng nặng | Dịch vụ đường sắt hạng nặng | Dịch vụ đường sắt hạng nặng                    | Dịch vụ đường sắt hạng nặng | Dịch vụ đường sắt hạng nặng | Dịch vụ đường sắt hạng nặng | Dịch vụ đường sắt hạng nặng | Dịch vụ đường sắt hạng nặng | Dịch vụ đường sắt hạng nặng | Dịch vụ đường sắt hạng nặng | Dịch vụ đường sắt hạng nặng | Dịch vụ đường sắt hạng nặng | Dịch vụ đường sắt hạng nặng |
| --------------------------- | --------------------------- | ---------------------------------------------- | --------------------------- | --------------------------- | --------------------------- | --------------------------- | --------------------------- | --------------------------- | --------------------------- | --------------------------- | --------------------------- | --------------------------- |
| Tuyến đường sắt Đông        |                             | 1 tháng 10 năm 1910 (electrification: 1982–83) | 2021                        | Kim Chung                   | Lo Wu                       | 41.1                        | 14                          | 42                          | Ho Tung Lau                 | 1.435 mm (4 ft 8+1⁄2 in)    | AC 25 kV                    | Thanh Y                     |
| Tuyến đường sắt Đông        | Lok Ma Chau                 | 1 tháng 10 năm 1910 (electrification: 1982–83) | 2021                        | Kim Chung                   | 45                          | 41.1                        | 14                          |                             | Ho Tung Lau                 | 1.435 mm (4 ft 8+1⁄2 in)    | AC 25 kV                    |                             |
| Tuyến Đông Dũng             |                             | 21 tháng 6 năm 1998                            | 2026                        | Hồng Kông                   | Đông Dũng                   | 31.1                        | 8                           | 27                          | Siu Ho Wan                  | 1.432 mm (4 ft 8+3⁄8 in)    | 1500 V DC                   |                             |
| Dịch vụ tàu điện ngầm       |                             |                                                |                             |                             |                             |                             |                             |                             |                             |                             |                             |                             |
| Tuyến Quan Đường            |                             | 1 tháng 10 năm 1979                            | —                           | Whampoa                     | Tiu Keng Leng               | 18.4                        | 17                          | 35                          | Kowloon Bay                 | 1.432 mm (4 ft 8+3⁄8 in)    | 1500 V DC                   |                             |
| Tuyến Thuyền Loan           |                             | 17 tháng 5 năm 1982                            | —                           | Trung Hoàn                  | Thuyền Loan                 | 16.0                        | 16                          | 30                          | Thuyền Loan                 | 1.432 mm (4 ft 8+3⁄8 in)    | 1500 V DC                   |                             |
| Tuyến đảo                   |                             | 31 tháng 5 năm 1985                            | —                           | Kennedy Town                | Trại Loan                   | 16.3                        | 17                          | 34                          | Trại Loan                   | 1.432 mm (4 ft 8+3⁄8 in)    | 1500 V DC                   |                             |
| Tuyến Tướng Quân Áo         |                             | 18 tháng 8 năm 2002                            | 2026                        | North Point                 | Po Lam                      | 11.9                        | 8                           | 15                          | Tướng Quân Áo               | 1.432 mm (4 ft 8+3⁄8 in)    | 1500 V DC                   |                             |
| Tuyến Tướng Quân Áo         | LOHAS Park                  | 18 tháng 8 năm 2002                            | 2026                        | North Point                 | 20                          | 11.9                        | 8                           |                             | Tướng Quân Áo               | 1.432 mm (4 ft 8+3⁄8 in)    | 1500 V DC                   |                             |
| Tuyến Mã An Sơn             |                             | 21 tháng 12 năm 2004                           | Không Có                    | Ô Khê Sa                    | Đồn Môn                     | 56.2                        | 27                          | 73                          | Tai Wai,Pat Heung           | 1.435 mm (4 ft 8+1⁄2 in)    | AC 25 kV                    |                             |
| Tuyến Disneyland Resort     |                             | 1 tháng 8 năm 2005                             | —                           | Sunny Bay                   | Disneyland Resort           | 3.3                         | 2                           | 4.5                         | Siu Ho Wan                  | 1.432 mm (4 ft 8+3⁄8 in)    | 1500 V DC                   | Thanh Y / Sunny Bay         |
| Tuyến đảo Nam               |                             | 28 tháng 12 năm 2016                           | —                           | Kim Chung                   | South Horizons              | 7.4                         | 5                           | 11                          | Wong Chuk Hang              | 1.435 mm (4 ft 8+1⁄2 in)    | 1500 V DC                   | Thanh Y                     |
| Dịch Vụ đường sắt sân bay   |                             |                                                |                             |                             |                             |                             |                             |                             |                             |                             |                             |                             |
| Sân bay tốc hành            |                             | 6 tháng 7 năm 1998                             | N/A                         | Hồng Kông                   | AsiaWorld–Expo              | 28                          | 5                           |                             | Siu Ho Wan                  | 1.432 mm (4 ft 8+3⁄8 in)    | 1500 V DC                   |                             |
| Đường sắt cao tốc           |                             |                                                |                             |                             |                             |                             |                             |                             |                             |                             |                             |                             |
| ĐSCT Hồng Kông              |                             | ngày 23 tháng 9 năm 2018                       | N/A                         | Cửu Long Tây                | Quảng Châu Nam              | 26                          | 1                           |                             | Shek Kong                   | 1.435 mm (4 ft 8+1⁄2 in)    | 25,000 V (AC)               |                             |
| Dịch vụ đường sắt nhẹ       |                             |                                                |                             |                             |                             |                             |                             |                             |                             |                             |                             |                             |
| Đường sắt nhẹ (12 tuyến)    |                             | 18 tháng 9 năm 1988                            | —                           | Varies                      | Varies                      | 36.2                        | 68                          | Varies                      | Đồn Môn                     | 1.435 mm (4 ft 8+1⁄2 in)    | 750 V DC                    | Đồn Môn                     |